# Tháp Tân Thế Giới Hồng Kông

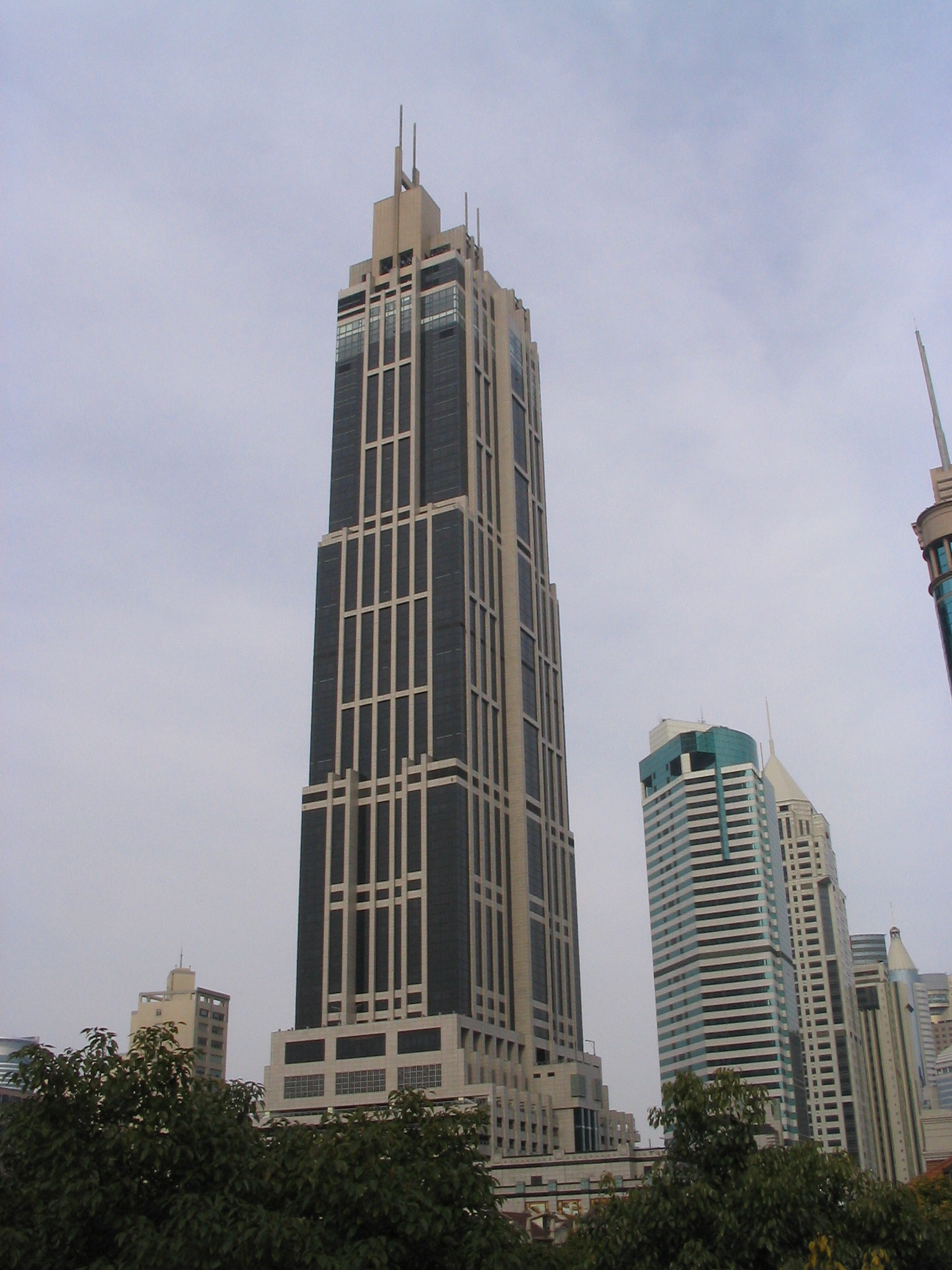

Tháp Tân Thế giới Hồng Kông (chữ Hán: 香港新世界大厦, phiên âm tiếng Việt: Hương Cảng Tân Thế giới Đại Hạ) là một tháp cao 61 tầng hoàn thành năm 2002, tọa lạc trong Công viên Huaihai, ở quận Phố Đông của Thượng Hải. Tòa nhà cao 278 m và được xây bởi Bregman and Hamann Architects.